# Корня, Дойна
Дойна Корня (рум. Doina Cornea; 30 мая 1929, Брашов, Королевство Румыния — 3 мая 2018) — румынская диссидентка и общественный деятель.

## Карьера
Получила филологическое образование, преподавала французский язык в Клужском университете.
С 1980 года занималась распространением в Румынии самиздата, в том числе книг, переведённых ею с французского языка, начиная со сборника бесед с Мирчей Элиаде «Испытание лабиринтом» (фр. L'Épreuve du labyrinthe, рум. Încercarea Labirintului). С 1982 г. распространила (в том числе по радио «Свободная Европа») более 30 писем протеста против режима Николае Чаушеску. В 1983 г. была уволена с работы, в 1987 году помещена под домашний арест. Пользовалась высоким авторитетом в диссидентской среде (к примеру, с посещения Дойны Корни начал Юлиус Филип после выхода из заключения).
Была освобождена 21 декабря 1989 года в ходе Румынской революции и на короткое время вошла в состав Национального совета — руководящего органа возглавившего революцию Фронта национального спасения, который покинула месяц спустя в знак протеста против решения о преобразовании фронта в политическую партию. Была активной участницей группы румынских интеллектуалов, вставшей в оппозицию к правительству Иона Илиеску.
Лауреат премии памяти профессора Торолфа Рафто (1989).